# Red Hot Chili Peppers
Red Hot Chili Peppers er et amerikansk alternativ rockband, der blev stiftet i Los Angeles, Californien, i 1983. Gennem det meste af deres karriere har bandmedlemmerne været vokalist Anthony Kiedis, guitarist John Frusciante, bassist Michael "Flea" Balzary, og trommeslager Chad Smith. Gennem deres karriere har bandet spillet traditionel rock med varierende elementer fra punk rock, funk, alternativ rock, rap og psychedelic rock.

## Bandets historie

### Starten på Red Hot Chili Peppers
Red Hot Chili Peppers opstod i 1983. Bandets oprindelige navn var Tony Flow and the Miraculously Majestic Masters of Mayhem, men det blev senere ændret til Red Hot Chili Peppers. Oprindeligt var bandet ment som en joke, da de fire venner Anthony Kiedis, Flea (Michael Balzary), Jack Irons (trommeslager) og Hillel Slovak (guitarist) fra Fairfax High School stykkede et band sammen til en enkelt optræden på en bar. Under koncerten opstod der dog en energi, de følte var helt speciel, og de kørte videre med projektet. De spillede forskellige gigs på diverse stripbarer langs Sunset Strip. Allerede her blev de kendte for kun at være iført deres strategisk velplacerede tennis-sokker og deres blandingsmusik af funk, punk og rap.
Rygterne var begyndt at gå i Los Angeles om det nye band, og EMI skrev kontrakt med bandet. Før indspilningen af første album overhovedet var begyndt, meldte Hillel Slovak og Jack Irons dog fra for at kunne koncentrere sig udelukkende om deres andet band What Is This?, hvilket var en stor skuffelse for Kiedis og Flea. Bandet fortsatte dog da med reserverne, Jack Sherman (guitar) og Cliff Martinez (trommer), som tiltrådte optagelserne og den dertil følgende tour. I 1984 udkom deres selvbetitlede album, men grundet elendig produktion og producerens manglende evne til at fange bandets energi, som den blev givet til udtryk live, gjorde at cd’en ikke blev nogen kommerciel succes. Dog begyndte en større fanskare i Los Angeles undergrund at røre lidt på sig.
I 1985 opløstes What Is This? og Jack Irons og Hillel Slovak blev igen en del af mandskabet i Red Hot Chili Peppers. De følte alle at energien var tilbage, og man påbegyndte optagelserne til andet album Freaky Styley med funklegenden George Clinton bag knapperne. Albummet viste en forbedring, men manglede stadigvæk at fange deres energi, så igen måtte de se deres album overset af størstedelen af plademarkedet. Deres tredje album i 1987 The Uplift Mofo Party Plan formåede at få en vis rotation på radiostationer, også i Europa, og blev en mindre succes.

### Slovaks død
Netop som der nu var blevet lagt op til at de snart ville få deres store gennembrud efter en fire-årig modningsproces skete det værst tænkelige. Gruppens guitarist Hillel Slovak, havde længe kæmpet med stoffer, som var et stort problem i bandet, og efter at have afsluttet deres The Uplift Mofo Party Plan tour blev han fundet død i sin lejlighed af en overdosis heroin (1988). Dødsfaldet kom som et kæmpe chok for resten af bandet, da det var baseret på de fires stærke venskab. Specielt for Jack Irons, som derefter valgte at forlade dem. Kiedis og Flea valgte dog at fortsætte da dette var deres livsværk og det, som holdt dem i live. De fortsatte med en midlertidig konstellation bestående af tidligere Parliament guitarist Blackbird McKnight, og tidligere Dead Kennedys trommeslager D. H. Peligro. Samarbejdet viste sig dog ikke at fungere og begge blev fyret.
Herefter hyrede man Chad Smith på trommer. Han imponerede begge med hans vilde energi bag trommesættet, og skulle efter sigende have givet Flea baghjul i deres første jam, og den unge talentfulde guitarist John Frusciante, som passede perfekt ind i gruppens lyd. Han var selv en stor fan af bandet i forvejen så at blive en del af bandet, var virkeligt stort for ham.

### Den nye konstellation
Sammen gik de nye tider i møde, og deres første album sammen, Mother's Milk fra 1989, viste sig at blive en større succes end nogle af de tidligere albummer. Den inkluderede hits som Stevie Wonder-coveret "Higher Ground" og sangen om deres fælles ven Slovak, "Knock Me Down". I 1990 modtog det guld.
Med den succes dette album havde modtaget var de alle sammen klar over, hvor stor en betydning deres næste album ville få for deres fremtidige karriere. De skrev under på en aftale med pladeselskabet Warner Bros., og flyttede med producer Rick Rubin ind i et stort hus med beliggenhed i Los Angeles. Et sagnomspundet hus, hvori Jimi Hendrix havde holdt nogle vilde fester, og Beatles eftersigende skulle have prøvet LSD for første gang. Samtidig gik der rygter om at huset skulle være hjemsøgt.
Dette album skulle også vise sig, at blive deres største succes nogensinde. Deres rå funk og energi kom fuldt ud til udtryk på Blood Sugar Sex Magik, hvor størstedelen af numrene var optaget med dem alle spillende samtidig. Hits som "Give It Away" og "Under the Bridge", en sang om Anthony Kiedis’ store stofproblem, fik kraftig rotation på radiostadioner i hele verden og er siden gået hen og er blevet klassikere. Bl.a. prøvede McDonalds i 1998 at få lov til at bruge sange under en reklame, men de takkede pænt nej til tilbuddet.
Den store succes blev dog for meget for Frusciante. Han kunne ikke holde ud at være bundet af at skulle spille koncerter, og ikke kunne udfolde sig kreativt som i tiden under indspilningen af Blood Sugar Sex Magik. Samtidig var et stigende problem med stoffer under opsejling, og i 1992 forlod han bandet for at leve som fuldtidsjunkie. Efter bruddet med Frusciante indledte de et kort samarbejde med Arik Marshall. Da han ikke viste sig at passe ind i bandet, blev han erstattet med Jesse Tobias, som hurtigt igen blev erstattet med Jane's Addiction guitaristen Dave Navarro. Han tilførte en lidt mere syret og heavy lyd til bandet. Sammen indspillede de i 1995 "One Hot Minute", som skulle have været en noget frustrerende proces for Flea, da de før i tiden var vant til at jamme sig frem til numrene, mens Dave Navarro mere var en studieguitarist, som kunne sidde i flere timer og komponere og lægge flere forskellige lag af guitar ind over de forskellige spor. Albummet blev et mindre hit, men ikke noget mindeværdigt i bandets historie, da lyden langtfra passede ind. Selv i dag hævder John Frusciante ikke at have hørt albummet. Da det var tydeligt at Navarro ikke passede ind i bandet, forlod han dem i 1998.
Imens havde Frusciante udgivet to soloalbummer, Niandra Ladies and Usually Just a T-Shirt i 1995 og Smile From the Streets You Hold i 1997, som han selv senere har forklaret var skabt for at skaffe penge til stoffer. Efter 6 års stofafhængighed tog han efter kraftig tilskyndelse fra bandet på afvænningsklinik, fik lagt sine dæmoner bag sig og blev stoffri. De fremlagde derefter et forslag for ham om, at vende tilbage til bandet og han sagde straks ja.

### En chance til
De startede stille ud med nogle jams i Fleas garage, hvorefter de begyndte på at skabe en af deres mest mindeværdige plader, Californication, som udkom i 1999. Den blev en kæmpe succes og viste at Red Hot Chili Peppers for alvor var tilbage. Hits som "Scar Tissue", en sang om Anthony Kiedis’ hårde liv, og "Californication" blev kæmpe hits og vandt store priser. Det viste en ny side af dem. En side, hvor der blev givet plads til de stille og mere melodiøse numre. 
På den efterfølgende tour nægtede de at spille numre fra "One Hot Minute" og "Mother's Milk" til stor skuffelse for mange fans. I 2001 vendte de tilbage for at indspille et nyt album, By The Way (2002), hvorpå Anthony Kiedis vokal, havde forbedret sig kraftigt. Albummet var meget fattigt på deres ellers så kendte funk/punk rap, hvilket var en stor skuffelse for en del dedikerede fans. Det blev stadig en succes og gav hits som "Can’t Stop", "By The Way", "Universally Speaking" og "Zephyr Song".
Den 8. maj 2006 kunne forventingsfulde fans hente et eksemplar af deres længe ventede album, Stadium Arcadium. Det har allerede givet et hit i form af "Dani California", som beskriver en figur Kiedis skabte på "Californication", og som også optræder på albummet By The Way. Oprindeligt havde de, da albummet skulle gøres færdigt, 38 numre, som de alle var meget stolte af. Først overvejede de at udsende tre albums med et halvt års mellemrum, men blev enige om at det ville være for langt tid at vente på at kunne begynde indspilningen på et album til. De kogte det derfor ned til et dobbelt-album bestående af 28 numre. Selv har de kommet med udtalelser om, at dette er deres livsværk og, hvis man ikke kan lide det kan man ikke lide Red Hot Chili Peppers.

### Et nyt album
Det er over fem år siden, Red Hot Chili Peppers sidst var pladeaktuelle, med dobbeltalbummet "Stadium Arcadium" i 2006. Nu har bandet dog endelig proklameret, at de går i studiet igen for at arbejde på deres i alt tiende studiealbum. Dette album forventes at være på hylderne sidste uge i august 2011. Med hensyn til producer har gruppen endnu ikke talt om det, men gruppens trommeslager Chad Smith har givet udtryk for, at Rick Rubin formentlig ender med også at producere deres næste album. Rick Rubin har produceret Red Hot Chili Peppers' fem seneste albummer.

### I'm With You
Den 16. december 2009 blev det bekræftet, at John Frusciante har forladt Red Hot Chili Peppers. Fredag den 29. Januar kom det ventede live comeback, som de spillede til MusiCares. De spillede A Man Needs a Maid (Neil Young Cover). Den 8. Februar blev det bekræftet, at Josh Klinghoffer er den nye guitarist. Den 6. Maj fortalte Chad Smith om RHCP. De vil gå i studiet til sommer, og indspille deres 10. album, der skulle være klar sidste uge i august 2011.
Red Hot Chili Peppers næste album vil bliver kaldt I'm With You og udkommer den 30. august. Den første single The Adventures of Raindance Maggie udkommer på cd 22. juli. Radio: 15. Juli. Digital Download: 18 Juli.

## Medlemmer
- Anthony Kiedis – Vokal
- John Fruciante – Guitar
- Flea (Michael Balzary) – Bas, trompet, bagvokal
- Chad Smith – Trommer

## Diskografi
Studiealbum
| År   | Titel                       | Salg         | Hitlisteplacering |  | Pladeselskab |
| ---- | --------------------------- | ------------ | ----------------- |  | ------------ |
| 1984 | The Red Hot Chili Peppers   | 300.000      | -                 |  | EMI, Capitol |
| 1985 | Freaky Styley               | 500.000      | -                 |  | EMI, Capitol |
| 1987 | The Uplift Mofo Party Plan  | 750.000      | -                 |  | EMI, Capitol |
| 1989 | Mother's Milk               | 2 millioner  | -                 |  | EMI, Capitol |
| 1991 | Blood Sugar Sex Magik       | 12 millioner | -                 |  | Warner Bros. |
| 1995 | One Hot Minute              | 5 millioner  | -                 |  | Warner Bros. |
| 1999 | Californication             | 15 millioner | DK #8             |  | Warner Bros. |
| 2002 | By the Way                  | 8 millioner  | DK #1             |  | Warner Bros. |
| 2006 | Stadium Arcadium            | 7 millioner  | DK #1             |  | Warner Bros. |
| 2011 | I'm with You                | -            | DK #1             |  | Warner Bros. |
| 2016 | The Getaway                 |              |                   |  | Warner Bros. |
| 2022 | Unlimited Love              |              |                   |  | Warner Bros. |
| 2022 | Return of the Dream Canteen |              |                   |  | Warner Bros. |

andre albummer
Ud over de ovenstående albummer, lavede bandet i 1992 et E.P. album, der hed Abbey Road E.P. På coveret krydser de vejen lige som The Beatles gjorde i sin tid. Dog gik Red Hot Chili Peppers med sokker på deres ædlere dele.
I 1993 udkom deres første "Greatest Hits". Albummet blev kaldt What Hits!?.
I 1994 udkom Out In L.A., som var et album med nogle ikke-indspillede numre og nogle live numre.
I 2003 udkom så deres "Greatest Hits", ved samme navn. Sent I 2004 udgav de Live In Hyde Park, der som navnet siger er fra en koncert række i Hyde Park, London.

## Priser
- 1993: En Grammy for bedste hard rock optræden med sangen "Give It Away"
- 2000: En Grammy for bedste rock sang med sangen "Scar Tissue"
- 2007: En Grammy for bedste rock udgivelse med "Stadium Arcadium"
- 2007: En Grammy for bedste rock sang med sangen "Dani California"